# 명탐정 코난: 범인 한자와 씨
명탐정 코난: 범인 한자와 씨(일본어: 名探偵コナン 犯人の犯沢さん, Case Closed: The Culprit Hanzawa)는 간바 마유코가 쓰고 그림을 그린 일본 만화 시리즈이다. 아오야마 고쇼의 원작 만화 명탐정 코난의 스핀오프 작품으로, 미스터리 범인을 대표하기 위해 메인 시리즈에 등장하는 검은 실루엣의 '범죄자'가 주연을 맡았다. 간바는 2017년 5월 쇼가쿠칸의 소년 선데이 수퍼에서 만화를 출시했으며 해당 장은 2023년 10월 기준 8권의 단행본으로 수집되었다. TMS 엔터테인먼트에서 제작한 애니메이션 TV 시리즈 각색판은 2022년 10월부터 12월까지 방영되었다.